# 하드르 엘투니
하드르 엘-투니(아랍어: خضر التوني)는 이집트의 역도 선수(1915년 3월 15일 ~ 1956년 9월 25일)였다.
카이로에서 태어난 엘-투니는 1936년 베를린 올림픽에 나가 미들급에서 금메달을 획득하면서 사상 최고의 가장 지배적인 역도 상연자들 중의 하나였다. 35kg 차이로 2명의 독일 선수 루돌프 이스마이어와 아돌프 바그너를 꺾었을 뿐만 아니라, 또한 15kg에 의하여 라이트헤비급 부분의 우승자의 마크를 깨기도 하였다.
3회의 세계 챔피언(1946년, 1949년, 1950년)이었던 그는 1948년 런던 올림픽에도 나갔으나 병에 의하여 4위에 머물고 말았다.
또한 엘-투니는 16개의 세계 기록(11개 만이 인정을 받았음)을 세우기도 하였다.
카이로에 있는 자택에서 수리 중에 감전으로 사망하였다.